# Rörelsedetektor

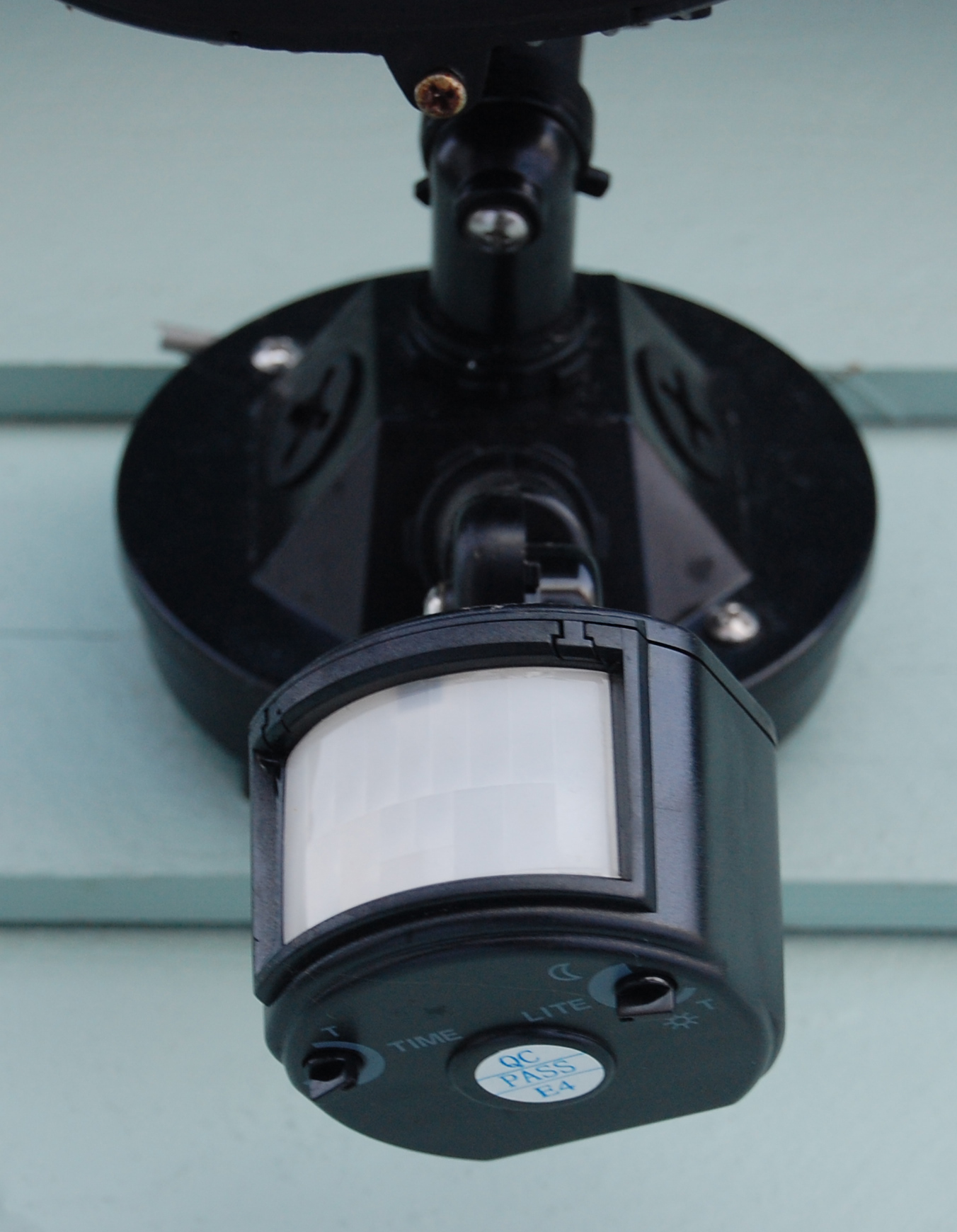
En rörelsedetektor fäst på ett garage.

En rörelsedetektor är en mekanisk eller elektronisk konstruktion som är avsedd för att upptäcka fysiska förflyttningar genom att mäta en mängd möjliga förändringar som hastighet, värmeförändringar, rök, ultraljud genom eko, mikrovågor, tomografiska sensorer som avläser störningar i radiovågor, brutna ljus- eller laserstrålar, eller jordning av svaga, ojordade elektroniska vågor inom dess verksamhetsradie.
Rörelsedetektorer finns både som fysiska system, där snubbeltråd och trampminor troligen är bland de äldsta och enklaste varianterna, eller som högmoderna elektroniska eller akustiska sensorer som kvantifierar och mäter förändringar i ett utvalt område.

## Användning

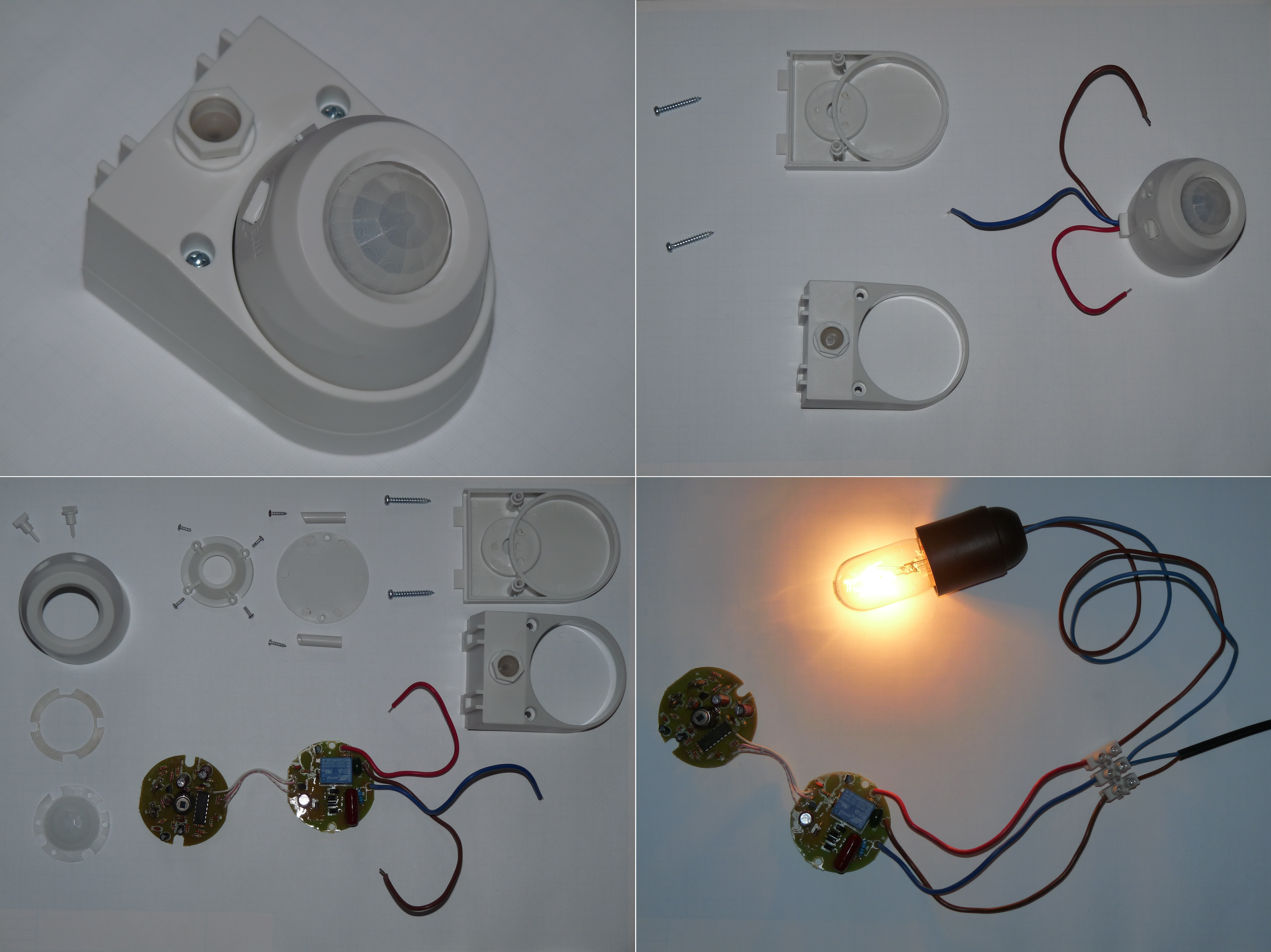

I de fall man använder sig av en elektronisk rörelsedetektor, är det vanligen optisk eller akustisk igenkänning som mäter skillnaderna inom detektorns aktionsradie. Detektorerna ansluts till andra anordningar för att utföra civila arbetsuppgifter, så som att aktivera inbrottslarm eller att tända respektive släcka lampor för att exempelvis skrämma bort oönskade gäster, eller ge en ljudsignal i en affärslokal där biträdet inte alltid är närvarande vid dörren. Detektorerna har också växande militära och polisiära användningsområden. GPS är en modern rörelsedetektor, vilken både kan finna en persons destination och dess förflyttningar.
I offentliga byggnader, affärslokaler och i växande utsträckning för hemmabruk, förekommer styrning av ljus och elektricitet, som minskar energiåtgången och därmed sänker kostnaderna. Frånvarosensorer kallas ett mer eller mindre motsatt alternativ som reagerar på bristen på närvaro. Dessa är sensorer som inte aktiverar strömkällor (till exempel belysning) automatiskt, aktiveringen sker fortfarande manuellt, utan när sensorn inte längre känner av någon närvaro i rummet, så släcker den belysningen eller liknande strömkällor automatiskt.